# Pfarrkirche Obermühl

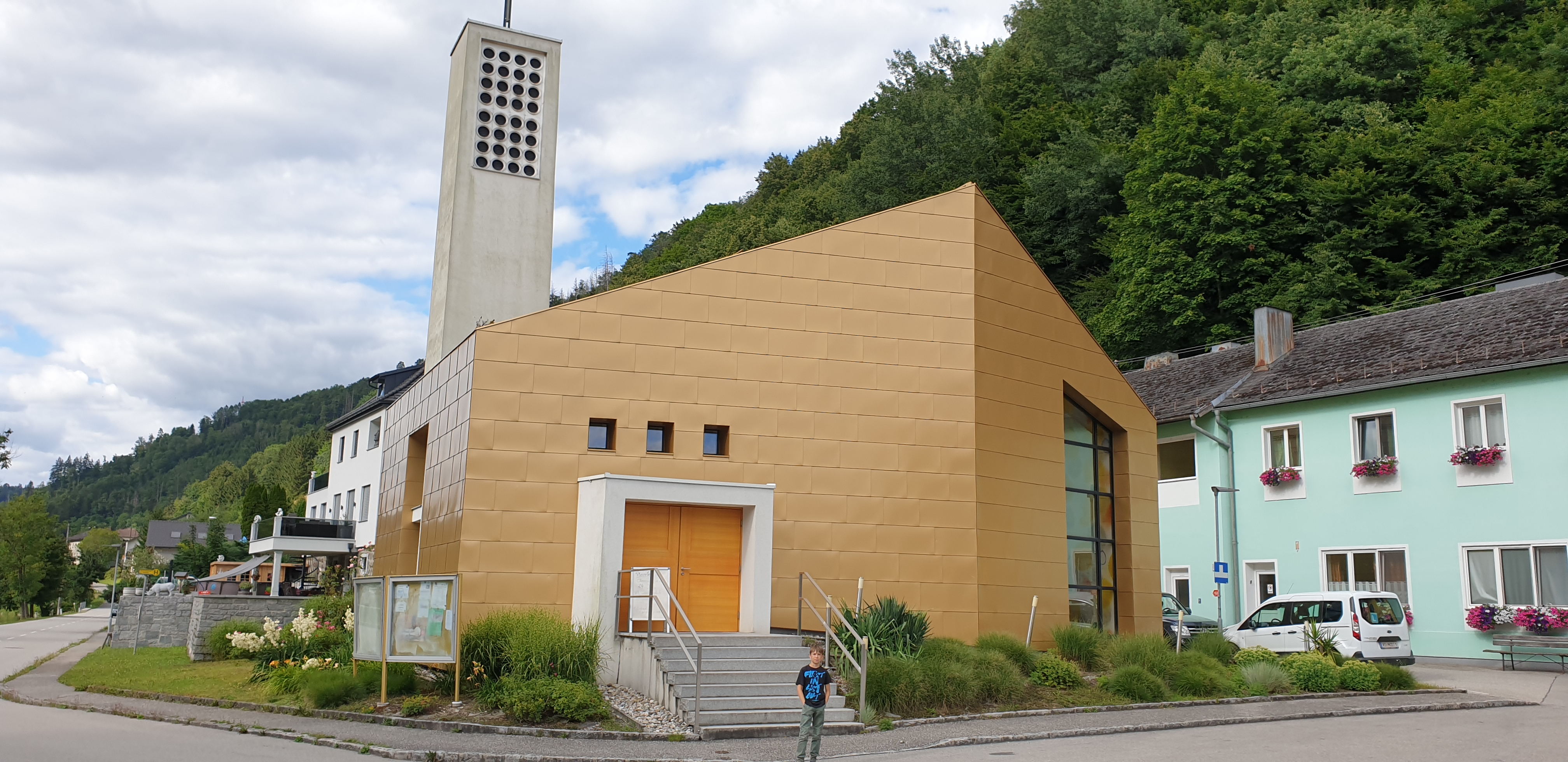
Pfarrkirche Obermühl

Die Pfarrkirche Obermühl steht in der Ortschaft Obermühl an der Donau in der Gemeinde Kirchberg ob der Donau in Oberösterreich. Die römisch-katholische Pfarrkirche Mariä Geburt gehört zum Dekanat Altenfelden in der Diözese Linz.

## Geschichte
Bereits 1770 bis 1772 wurde in Obermühl eine Kirche errichtet und Mariä Geburt geweiht. Sie war damals eine Filialkirche der Pfarrkirche Kirchberg ob der Donau. 1933 wurde die Pfarrexpositur Obermühl gegründet und die Kirche renoviert.
Aufgrund des Baus des Donaukraftwerks Aschach, dessen Rückstau bis Obermühl reicht, wurde der alte Ort abgesiedelt. Die alte Kirche wurde abgebrochen und an höher gelegener Stelle der heutige Kirchenbau im modernen Stil nach Plänen des Wiener Architekten Heinz Scheide im Jahr 1964 als Ersatzbau errichtet. Die neue Kirche wurde am 20. September 1964 geweiht. Der Rokokoaltar der alten Kirche wurde in der Pfarrkirche Michaelnbach aufgestellt.
2007 erfolgten ein Umbau der Kirche nach Plänen der Architekten Josef Schütz und Rainer Habringer und eine künstlerische Neugestaltung durch Gabriele und Alois Hain aus Haslach an der Mühl.